# Lernaea arcuata
Lernaea arcuata is een eenoogkreeftjessoort uit de familie van de Lernaeidae. De wetenschappelijke naam van de soort is voor het eerst geldig gepubliceerd in 1965 door Soejanto.